# Tommaso Lequio di Assaba
Tommaso Lequio di Assaba (Cuneo, 21 de outubro de 1893 - 17 de dezembro de 1965) foi um ginete italiano, especialista em saltos, campeão olímpico.

## Carreira
Tommaso Lequio di Assaba representou seu país nos Jogos Olímpicos de 1920, 1924 e 1928, na qual conquistou a medalha de ouro nos saltos individual, em 1920.